# Rafael Palmeiro

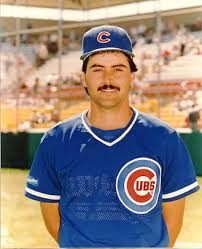
Rafael Palmeiro.

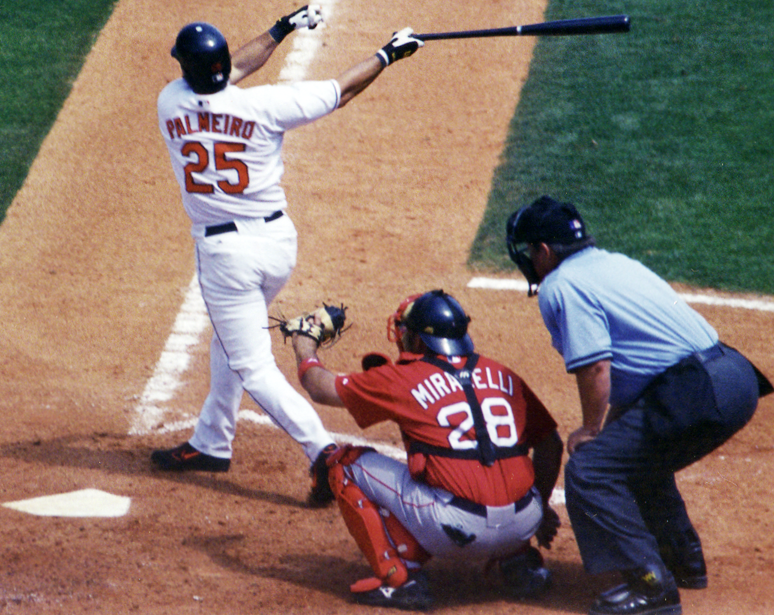
Rafael Palmeiro entrenando.

Rafael Corrales Palmeiro, más conocido como Rafael Palmeiro (La Habana, 24 de septiembre de 1964), es un exjugador de béisbol cubano, en las grandes ligas americanas.

## Trayectoria
Nacido en La Habana, fue un beisbolista que jugó en las grandes ligas americanas durante toda su carrera. Actualmente ya está retirado. Durante sus años de jugador jugó de primera base donde recibió numerosas congratulaciones.
Estudió en Miami y en Missisipi y comenzó a jugar al béisbol en Chicago.
Contrajo matrimonio con Lynne Palmeiro (m. 1985), son sus hijos: Preston y Patrick Palmeiro.

## Premios
Fue ganador del Guante de Oro y se considera el único bateador designado que ha ganado este premio. Lo ganó en 1999 con los Texas Rangers aunque solo jugó 28 partidos como primera base y 135 como bateador designado.